# Oltarne pločice
Oltarne pločice (također poznate kao kanonske pločice ili kanonske tablice) su tri tablice u ukrašenim metalnim ili drvenim okvirima, koje se stavljaju na oltar za tradicionalnu misu. Sadrže molitve misnog ordinarija i služe kao podsjetnik svećeniku za vrijeme mise.

## Sadržaj pločica
Oltarna pločica s lijeve strane sadrži Ivanov proslov (Iv 1,1-14), koji se čita na samom kraju mise. Pločica s desne strane sadrži molitvu blagoslova vina i vode ("Deus qui humanæ substantiæ") i psalam pri pranja ruku (Ps 26,6-12).
Veća, središnja pločica sadrži Gloria, molitvu Munda cor meum koja se čita prije čitanja Evanđelja, Credo, molitvu prinosa hostije (Suscipe, Sancte Pater.), riječi pretvorbe i neke dijelove kanona mise. Središnja pločica redovito ima sliku posljednje večere, raspeća, ili neki euharistijski motiv.
Tiskane su obično na latinskom jeziku, ali su postojale i na staroslavenskom (obično na glagoljici, kasnije latinici). U južnim dijelovima Hrvatske, nisu bile rijetkost dvostrane oltarne pločice s latinskim tekstom s jedne strane i staroslavenskim s druge.

## Reference
1. ↑  Herbermann, Charles, ur. 1907. Altar (in Liturgy) . Catholic Encyclopedia. 1. Robert Appleton Company. New York.
2. ↑  Bandurina, Anđelko. Leksikon ikonografije, simbolike i liturgike zapadnog kršćanstva. Kršćanska sadašnjost
3. ↑  Glagolitic Mass Celebrated in Zagreb, Croatia. Pristupljeno 11. lipnja 2025.